# Hans-Jürgen Philipp
Hans-Jürgen Philipp (* 1964 in Kirchen) ist ein deutscher Komponist.

## Biographie
Nach einem Musikstudium und Zeiten beim Heeresmusikkorps Koblenz der Bundeswehr als Trompeter hat der heutige Berufskolleglehrer Blaskapellen als Dirigent geleitet. Er ist selber als Musiker in verschiedenen Formationen tätig und komponiert Musik unterschiedlicher Stilrichtungen. Unter anderem nahm er am 1. Giselher-Klebe-Kompositionswettbewerb mit der Oper „Carsten Curator“ nach einer Novelle von Theodor Storm teil.
Am 3. Mai 2014 gewann er den ersten Preis im Kompositionswettbewerb des Volksmusikerbundes (VMB) NRW mit der sinfonischen Dichtung Der Knabe im Moor. Ein ausführlicher Artikel dazu erschien in der Zeitschrift „Eurowinds“ als auch in der Zeitschrift des VMB NRW „Crescendo“. Philipp lebt mit seiner Frau und Tochter in Hamm/Westfalen.

## Werke (Auswahl)
- Der Knabe im Moor (nach Annette von Droste-Hülshoff). Sinfonische Dichtung
- Drei Streichquartette: Märzbecher
- Passion alias Modulation (Theologie Luthers)
- Mixed Choir with Symphonic Orchestra: Skaergardsshyllning (Sami Joika, Schweden)
- Männerchor: Herbstwind im Giebelwald (Büdenholz, moselfränkisch)
- Cajon for Young
- Don Quichotte Suite (4 Sätze)
- Growin Up (Jazz session)
- Carsten Curator (nach Theodor Storm). Oper in drei Akten